# Torre BankBoston
La Torre BankBoston est un édifice de bureaux situé dans le quartier de Retiro, à Buenos Aires, en Argentine. C'est la seconde œuvre de César Pelli dans cette ville. À la différence de l'édifice República –son premier édifice à Buenos Aires– qui correspond au dessin urbain de la ville, cette tour frappe inévitablement le regard, dans le paysage de Buenos Aires. Elle fut inaugurée en 2001, en présence du président de l'époque, Fernando de la Rúa. Le 30 juin 2005 on inaugura la peinture murale "Homenaje a Buenos Aires" de Guillermo Roux, située dans le vestibule de l'édifice.

Les architectes sont Cesar Pelli & Associates Architects ("design architect") et Mario Roberto Álvarez & Associates ("associate architect").